# 中立国監視委員会
中立国監視委員会（ちゅうりつこくかんしいいんかい、英語: Neutral Nations Supervisory Commission : NNSC）は、1953年7月27日の朝鮮戦争休戦協定に基づいて設置された機関である。
発足時、スイス・スウェーデン両国の軍人で編成され、軍事境界線 (朝鮮半島)の南側を監視した。その後、朝鮮民主主義人民共和国（北朝鮮）の要望により、北側を監視するポーランド・チェコスロバキアの2国が加わった。
1993年のビロード離婚によりチェコスロバキアがチェコとスロバキアに分裂した後、両国からの軍人の派遣がなくなった。1994年、ポーランドからの軍人の派遣が停止された。1995年、北朝鮮は中立国監視委員会の承認を撤回した。
1950年代半ばには約200人が駐留していたが、2016年時点でスイス・スウェーデン各5人の10人体制となった。

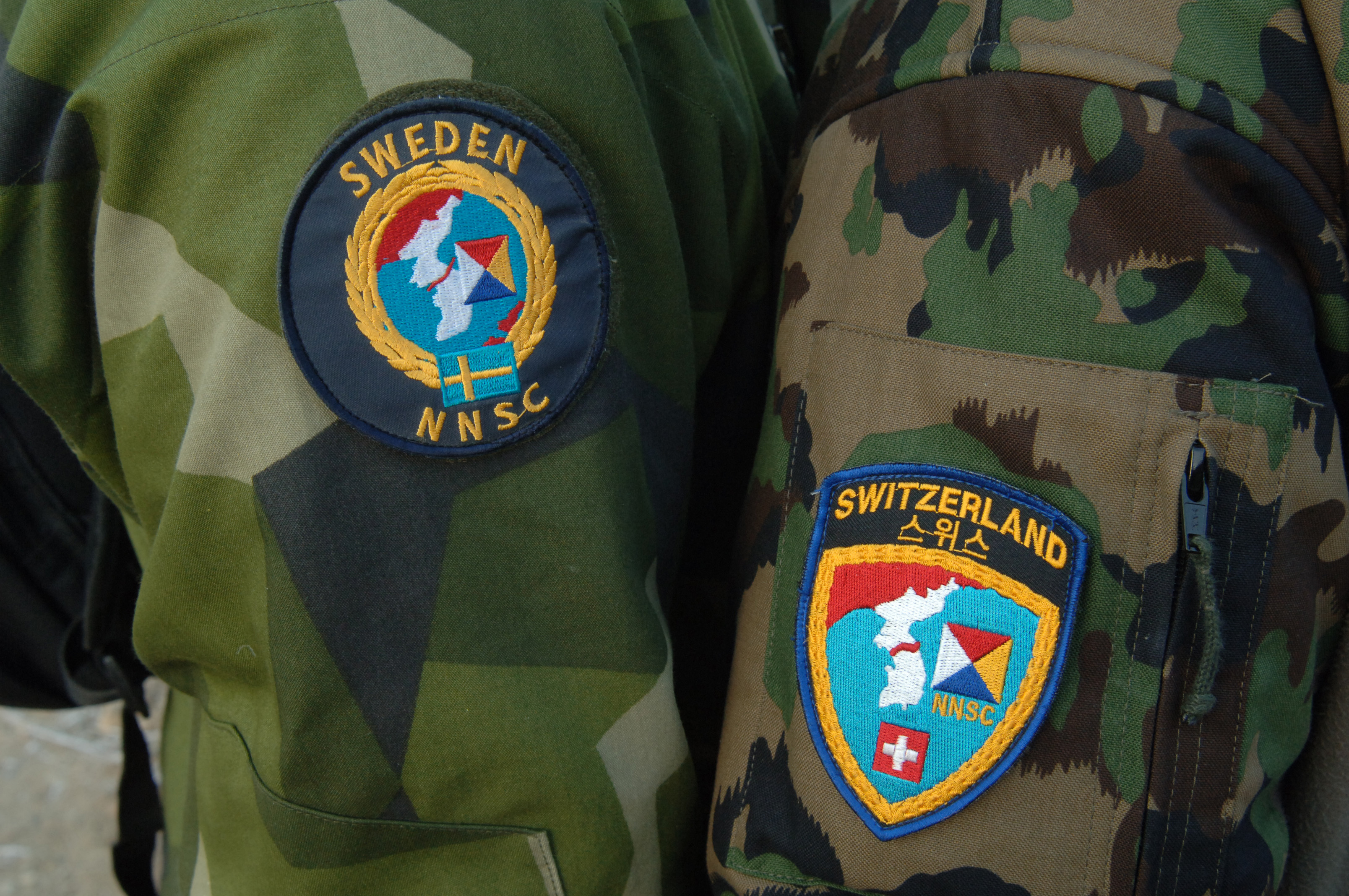
中立国監視委員会臂章。左はスウェーデン、右はスイス。2008年。
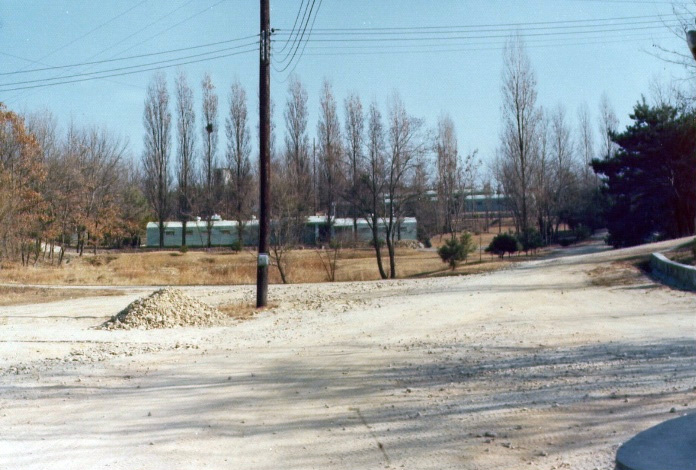
中立国監視委員会駐屯地入口。1976年1月。